# اوزبیو تخرا
اوزبیو تخرا (اسپانیایی: Eusebio Tejera‎; ۶ ژانویهٔ ۱۹۲۲ – ۹ نوامبر ۲۰۰۲) بازیکن فوتبال اهل اروگوئه بود.
از باشگاه‌هایی که در آن بازی کرده‌است می‌توان به باشگاه فوتبال ناسیونال اروگوئه و باشگاه ورزشی دفنسور اشاره کرد. وی به‌همراه تیم ملی فوتبال اروگوئه قهرمان جام جهانی فوتبال ۱۹۵۰ شده است.